# 23308 Нійомсатіан
23308 Нійомсатіан (23308 Niyomsatian) — астероїд головного поясу, відкритий 3 січня 2001 року.
Тіссеранів параметр щодо Юпітера — 3,425.